# Gemini (Sverige)
För andra betydelser, se Gemini.
Gemini är en svensk popduo bestående av syskonen Anders Glenmark och Karin Glenmark. Namnet Gemini (som betyder tvillingar på latin) till trots är Anders och Karin Glenmark inte tvillingar.

## Historik
Under 1970-talet utgjorde Karin och Anders hälften av gruppen Glenmarks (med sin farbror Bruno Glenmark och faster Ann-Louise Hanson). Anders Glenmark tävlade i Melodifestivalen 1981 med bidraget "Det är mitt liv – det är jag" som slutade på fjärde plats. Karin Glenmark ställde upp i tävlingen två år senare med bidraget "Se", som slutade på tredje plats. 1984 tävlade de tillsammans med "Kall som is" och placerade sig på fjärde plats. Vinnaren av det årets Melodifestivalen, Herreys, vann Eurovision Song Contest 1984 med "Diggi loo diggi ley" och spelade in en version av "Kall som is" till deras album.
Både Karin och Anders medverkade i kören vid inspelningen av konceptalbumet Chess 1984, där musiken skrevs och producerades av de före detta Abba-medlemmarna Benny Andersson och Björn Ulvaeus. Andersson och Ulvaeus skrev flertalet låtar till Geminis första album och producerade hela albumet, som gavs ut 1985. Det var även de som myntade gruppnamnet Gemini. Albumet fick en internationell release, men blev ingen försäljningssuccé utanför Skandinavien. Förutom Andersson/Ulvaeus skrevs några låtar av Anders Glenmark och Ingela Forsman. Från albumet släpptes singeln "Just Like That" som var en av Abba:s övergivna låtar från 1982. Albumspåret "Slowly" hade Andersson/Ulvaeus tidigare skrivit till Anni-Frid Lyngstad, som givit ut den på sitt album Shine 1984. Den mexikanska gruppen Timbiriche har spelat in en spansk version av "Slowly", kallad "Muriendo Lento".
1987 släpptes duons anda album, Geminism, som producerades av Andersson/Ulvaeus och innehöll singlarna "T.L.C.", "Wild About That Girl" och "Mio My Mio". Den senare skrevs av Andersson/Ulvaeus för filmatiseringen av Astrid Lindgrens berättelse Mio min Mio. Låten släpptes både på svenska och engelska och i Sverige blev det duons största hitsingel då den nådde plats 3 på försäljningslistan.
Syskonen har ägnat sig åt soloprojekt och andra gruppkonstellationer, men deras samarbete har fortsatt genom åren. På Anders Glenmarks soloalbum Boogie i mitt huvud 1993 framför de båda duetten "Äntligen" och är krediterade som Gemini. 1994 släpptes en liveinspelning av musikalen Chess, Chess In Concert, där Anders spelade rollen som Amerikanen och Karin spelade Florens. 1998 medverkade båda i konsertturnén Från Waterloo till Duvemåla tillsammans med Helen Sjöholm, Tommy Körberg och Orsa Spelmän. Turnén följdes av ett album med samma namn. Det dröjde dock till 2005 innan duons nästa album släpptes; samlingsalbumet Det bästa med Karin & Anders Glenmark, som innehåller låtar från Geminis två album från 1980-talet och två nya låtar, "Den som sa det var det", som är en ny svensk version av "Too Much Love Is Wasted", och "When I Close My Eyes". Den sistnämnda var ursprungligen tänkt att släppas på deras första album, men ansågs vara för lik det avslutande spåret "Another You, Another Me".
2006 gav de ut albumet Vår jul. Namnet Gemini togs bort och på omslaget stod istället Glenmark & Glenmark. Albumet följdes av en julturné.

## Diskografi

### Album
- 1985 – Gemini
- 1987 – Geminism
- 2005 – Det bästa med Karin & Anders Glenmark
- 2006 – Vår jul

### Singlar
- 1985 – Just Like That
- 1985 – Slow Emotion
- 1986 – Another You, Another Me
- 1987 – T.L.C.
- 1987 – Wild About That Girl
- 1987 – Mio min Mio
- 1988 – Wild About That Girl/Mio Moj Mio (Rysk version)
- 2005 – Den som sa det var det
- 2005 – When I Close My Eyes
- 2006 – När vi närmar oss jul